# Никола Падарев
 Тази статия е за просветния деец.  За политика вижте Никола Пъдарев (политик).  
Никола Петров Падарев или Пъдарев е изтъкнат български възрожденски просветен деец и участник в църковно-националните борби на българите в Източна Македония.

## Биография
Роден е през 1842 година. Падарев учи в родното си село и в гръцка прогимназия в град Сяр. Става учител и преподава в селата Старчища (1867 – 1871), Горно Броди (1871 – 1876) и Гайтаниново (1876 – 1878). Важно влияние за неговото формиране, като български просветен деец оказва учителят Захари Бояджиев, при когото през 1869 година се учи на съвременни методи на преподаване на учебния материал. Той е един от организаторите на народния събор, проведен през 1869 година в село Гайтаниново, на който се отхвърля върховенството на Цариградската патриаршия. Поддържа активна кореспонденция със Стефан Веркович и му сътрудничи за издирване на фолклорни материали и стари монети. Използва посредничеството на руското посолство, за да изпраща най-будните си ученичи на обучение в Русия. През 1873 година Падарев е един от инициаторите за основаване на учителско дружество „Просвещение“ в Неврокоп. Подпомага финансово дейността на дружеството със сумата от 256 гроша. Той е избран за пръв негов председател и като такъв развива активна дейност за укрепване на новобългарските училища в Източна Македония. Заради дейността си многократно е преследван и арестуван от османските власти.
За него през 1891 година, изследователят на Източна Македония Георги Стрезов пише следното:
| „ | Учителят Пъдарев бил от онези учители, които се отличавали с пламенна обич към отечеството и с неуморима енергия. В негово време Бродското училище видяло и тогавашен втори клас. Духът на Пъдарева и на неговите ученици още не е изгаснал. | “ |

През 1878 година Падарев заедно с други свои съратници напуска родния си край и се заселва в Дупница, където работи като адвокат. Включва се в дейността на Македонската организация. През 1895 година е сред учредителите и на македонско дружество „Единство“ в Дупница. В годините 1895 -1902 активно участва в неговата дейност и многократно заема ръководна длъжност – председател, деловодител, подпредседател. През 1897 година е делегат на дружеството на Четвъртия македонски конгрес. Никола Падарев е привърженик на Демократическата партия.
Датата на смъртта му е неизвестна. В някои източници е посочена годината 1895, но това не отговаря на истината, тъй като името му се среща в редица документи след тази дата.
Синът му Никола Николов Падарев е юрист и политик.